# Zaháňské knížectví
Zaháňské knížectví (polsky Księstwo Żagańskie, německy Fürstentum Sagan) bylo jedno ze slezských knížectví v Dolním Slezsku. Hlavním městem byla Zaháň.

## Historie
Vzniklo roku 1274 oddělením západní části Hlohovského knížectví a existovalo samostatně až do roku 1304, poté v letech 1322 až 1394 v letech 1413 až 1472. Od roku 1329 bylo vazalem Českého království, roku 1472 bylo připojeno k Sasku, nicméně roku 1549 bylo opět včleněno k zemím Koruny české. Posléze bylo roku 1742 anektováno Pruskem. Bylo pak oficiálně vedeno jako Zaháňské vévodství (německy Herzogtum Sagan). 

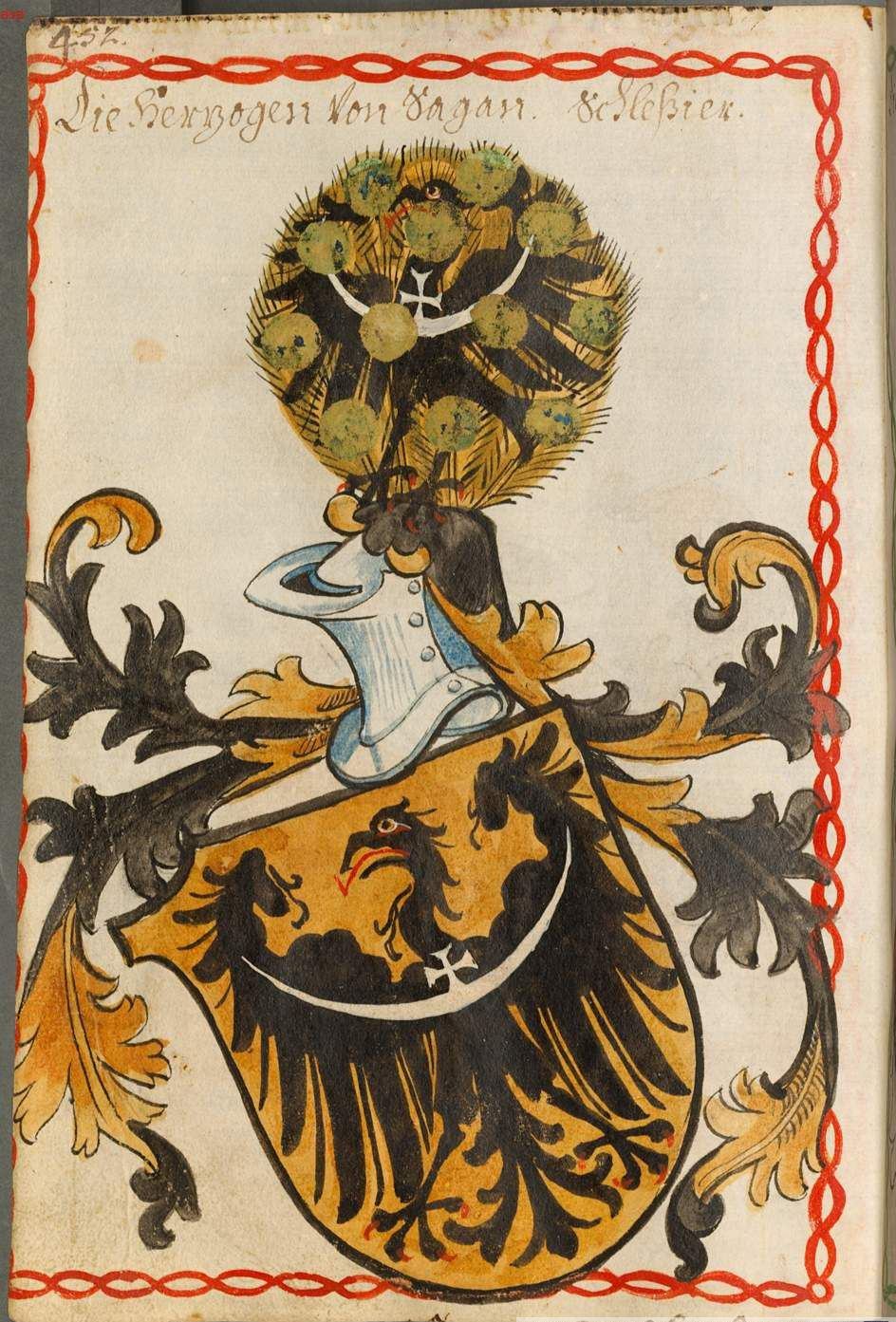
Erb knížete zaháňského

Po smrti Konráda I. Hlohovského roku 1274 jeho dědicové Hlohovsko rozdělili mezi sebe, s tím, že Zaháňsko získal jeho nejmladší syn Přemek. Ten již roku 1284 vyměnil svou zemi za Knížectví stínavské a knížetem se stal jeho starší bratr Konrád II. Hrbatý. Po jeho smrti roku 1304 bylo knížectví znovu připojeno k Hlohovsku pod vládou přeživšího bratra Jindřicha III. Hlohovsko-Zaháňského. Po něm nastoupil roku 1309 jeho nejstarší syn Jindřich IV. Věrný, který roku 1321 opět Hlohovsko rozdělil mezi sebe a své bratry, a to tak, že si ponechal Zaháňsko. Roku 1329 se stal vazalem Českého království. Po jeho smrti roku 1342 nastoupil jeho syn Jindřich V. Železný, který se vzpíral složit vazalskou přísahu českému králi a byl k tomu donucen až vojensky roku 1344. V letech 1369 až 1393 vládl Zaháňsku jeho syn Jindřich VI. Starší, který zemřel bez potomků a knížectví bylo sjednoceno s Hlohovskem.

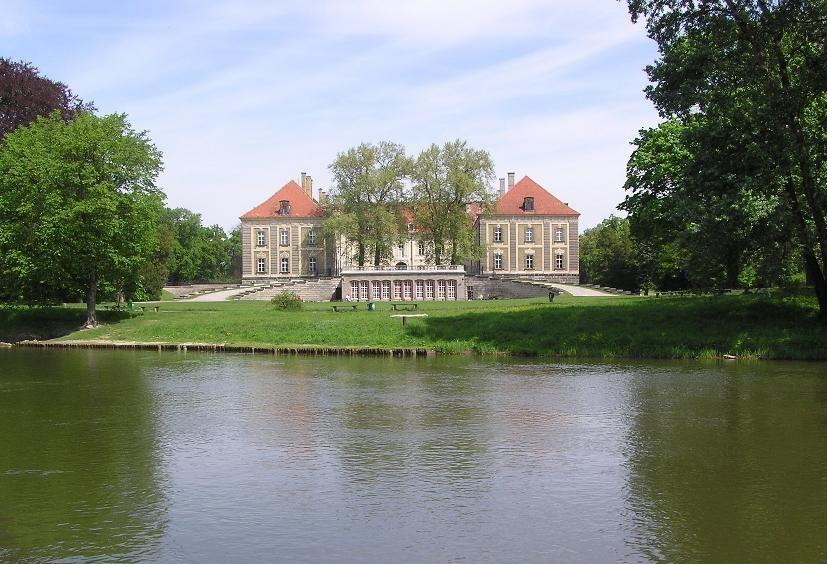
Zaháňský zámek

Již roku 1412 se však Zaháňsko stalo samostatným pod vládou Jana I. Zaháňského, který vládl velmi krutě. Po jeho smrti roku 1439 vládli knížectví (s přestávkami a v různých kombinacích) jeho synové Baltazar Zaháňský, Rudolf Zaháňský, Václav Zaháňský a Jan II. Šílený. Posledně jmenovaný, poté co svého bratra Baltazara umořil hlady a Václava dostal pod opatrovnictví pro jeho psychickou nemoc, se stal roku 1472 jediným vládcem Zaháňska, které ale téhož roku prodal saskému vévodovi Albrechtovi III. Srdnatému jako léno českého krále za 50 000 zlatých. Tím skončila vláda Piastovců nad touto zemí.
Albertinská větev rodu Wettinů vládla knížectví až do roku 1549, kdy je vyměnili za české exklávy v Sasku a Zaháňsko se opět stalo českým. Roku 1614 bylo vydáno zemské zřízení Záhaňska. V letech 1627 až 1634 byl knížetem Albrecht z Valdštejna a v letech 1646 až 1785 byli knížaty Lobkovicové. Ti zemi prodali kuronskému knížeti Petru Bironovi, po němž zemi zdědila jeho nejstarší dcera Kateřina Vilemína Zaháňská. Po ní roku 1842 nastoupila její sestra Paulina a nakonec roku 1845 další sestra Dorothea von Biron. Po ní knížectví vlastnili její potomci de Talleyrand-Perigord až do roku 1935.